# Coppa Bernocchi 1945
La Coppa Bernocchi 1945, ventisettesima edizione della corsa, si svolse il 9 settembre 1945 su un percorso di 157,5 km con partenza e arrivo a Legnano. Aperta a professionisti e dilettanti, fu vinta dall'italiano Sergio Maggini, che terminò la gara in 4h37'00", alla media di 34,116 km/h, precedendo in volata i connazionali Guerrino Tomasoni e Secondo Barisone. Conclusero la prova 19 dei 71 ciclisti al via.

## Ordine d'arrivo (Top 14)
| Pos. | Corridore            | Squadra       | Tempo    |
| ---- | -------------------- | ------------- | -------- |
| 1    | Sergio Maggini       | Benotto       | 4h37'00" |
| 2    | Guerrino Tomasoni    | S.S. Sassi    | s.t.     |
| 3    | Secondo Barisone     | G.S. SIOF     | s.t.     |
| 4    | Augusto Introzzi     | Ped. Monzese  | s.t.     |
| 5    | Michele Motta        | U.C. Seregno  | s.t.     |
| 6    | Luigi Casola         | V.C. Bustese  | s.t.     |
| 7    | Severino Canavesi    | S.C. Canavesi | s.t.     |
| 8    | Aldo Ronconi         | Viscontea     | s.t.     |
| 9    | Giovanni Beltramo    | Cisitalia     | s.t.     |
| 9    | Umberto Carugo       | -             | s.t.     |
| 9    | Giovanni De Stefanis | U.S. Ausonia  | s.t.     |
| 9    | Diego Marabelli      | -             | s.t.     |
| 9    | Vincenzo Rossello    | -             | s.t.     |
| 9    | Primo Volpi          | V.C. Bustese  | s.t.     |